# Naso hexacanthus
Naso hexacanthus – gatunek morskiej ryby okoniokształtnej z rodziny pokolcowatych (Acanthuridae). Często wystęujący, zazwyczaj w małych grupach.

## Zasięg występowania
Jest szeroko rozprzestrzeniony w okolicach raf koralowych Morza Czerwonego i Oceanu Indyjskiego oraz Pacyfiku.

## Cechy morfologiczne
Ryba dorasta zwykle do 50 cm długości całkowitej (TL), maksymalnie do 75 cm długości standardowej (SL).

## Biologia i ekologia
Naso hexacanthus przebywa najczęściej w odległości kilku metrów od skraju raf w zatokach, w małych stadach lub większych zgrupowaniach. Żywi się większym zooplanktonem.